# Джордж (озеро)
Озеро Джордж (англ. Lake George) — довге, вузьке оліготрофне озеро. Розташоване в штаті Нью-Йорк, США, у Великій Долині біля південно-східного підніжжя гірського хребта Адірондак. Площа водозбірного басейну — 603 км². Висота над рівнем моря у — 97 м. Хоч постійне населення регіону Лейк-Джордж не таке велике, влітку воно може збільшуватись більш ніж до 50 000 жителів.
З північного кінця озера Джордж витікає річка La Chute, що впадає потім в озеро Шамплейн. Таким чином, озеро Джорж відноситься до басейну річки Святого Лаврентія. Озеро витягнуте з півдня на північ, його довжина — понад 50 км, ширина — від 1,7 до 4,8 км у найширшому місці. Найбільша глибина — 76 метрів. Живлення озера відбувається за рахунок 141 джерела.
Вода в озері дуже чиста і придатна для пиття (клас АА за класифікацією штату Нью-Йорк)

## Історія відкриття
Перший європеєць, що дібрався до озера в 1609 році, Шамплен, відмітив озеро в своїх у своїх записах, але не дав йому жодної назви. У 1646 році французький місіонер-єзуїт Ісаак Жог дав озеру назву фр. Lac du Saint Sacrement. Неподалік від озера знаходиться історичний французький форт Тікондерога
Озеро є місцем дії роману «Останній з могікан» Фенімора Купера.
У результаті франко-індійської війни озеро перейшло до англійців і отримало свою назву на честь короля Георга ІІ.

## Інвазійні види
В озері Джордж є шість відомих інвазійних видів. Азійський молюск та Водопериця колосиста є найбільшими загрозами. Інші інвазійні види — Chinese mystery snail, spiny water flea,рдесник кучерявий, тригранка річкова. колючая водяная блоха.